# Sản xuất cacao tại Bờ Biển Ngà

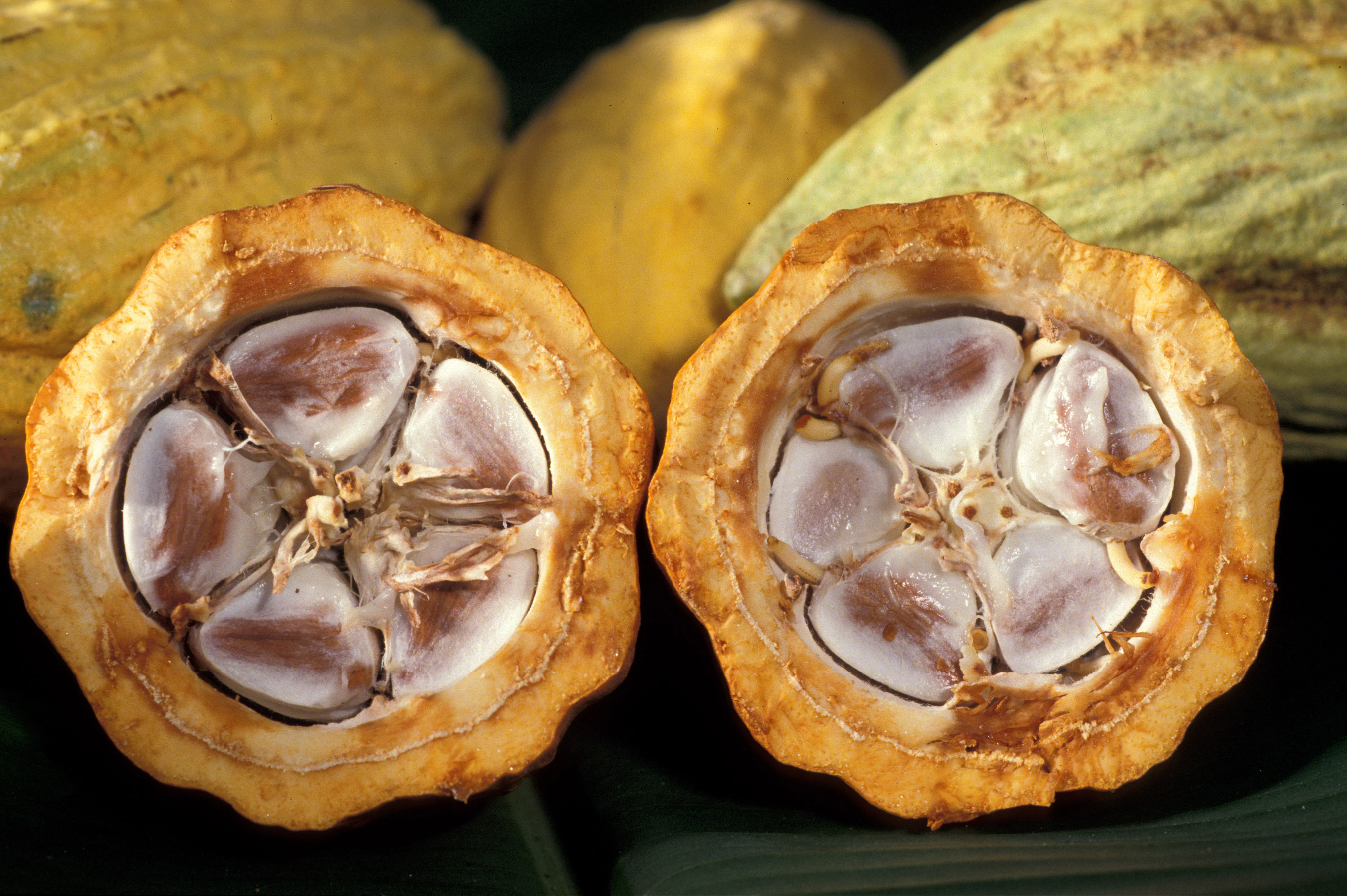
Hạt cacao với phần vỏ ngoài, quả và hạt bên trong.

Bờ Biển Ngà (Côte d'Ivoire) là nước dẫn đầu thế giới trong sản xuất và xuất khẩu hạt cacao để làm sô cô la, vào năm 2012, Bờ Biển Ngà cung cấp hơn 38% ca cao được sản xuất trên thế giới. Toàn khu vực Tây Phi cung cấp hai phần ba sản lượng ca cao của thế giới, trong đó sản lượng Bờ Biển Ngà đứng đầu, đạt 1,8 triệu tấn vào năm 2017, và các nước còn lại của Tây Phi là Ghana, Nigeria, Cameroon và Togo sản xuất phần còn lại, đạt 1,55 triệu tấn. Bờ Biển Ngà đã vượt qua Ghana để trở thành nước sản xuất hạt ca cao hàng đầu thế giới vào năm 1978 và ngày nay nước này phụ thuộc nhiều vào trồng cây ca cao, chiếm 40% thu nhập xuất khẩu quốc gia. Đối thủ cạnh tranh chính của Bờ Biển Ngà là Indonesia, từ vị thế gần như không tồn tại ngành công nghiệp ca cao vào những năm 1970 họ đã phát triển và vươn lên là một trong những nước sản xuất lớn nhất cacao vào đầu những năm 2000. Theo UN FAO, Indonesia đã vượt qua Ghana trở thành nước sản xuất cacao lớn thứ hai trên thế giới vào năm 2006. Tổ chức ca cao thế giới (World Cocoa Foundation) cung cấp số liệu thấp hơn đáng kể về sản lượng của Indonesia, nhưng thống nhất đây là nước sản xuất hạt ca cao lớn nhất ngoài khu vực Tây Phi. Các hãng sản xuất sô cô la lớn như Cadbury, Hershey's và Nestle chọn và đặt ca cao của Bờ Biển Ngà thông qua Euronext, một sàn giao dịch định giá cacao thế giới.

## Cây cacao

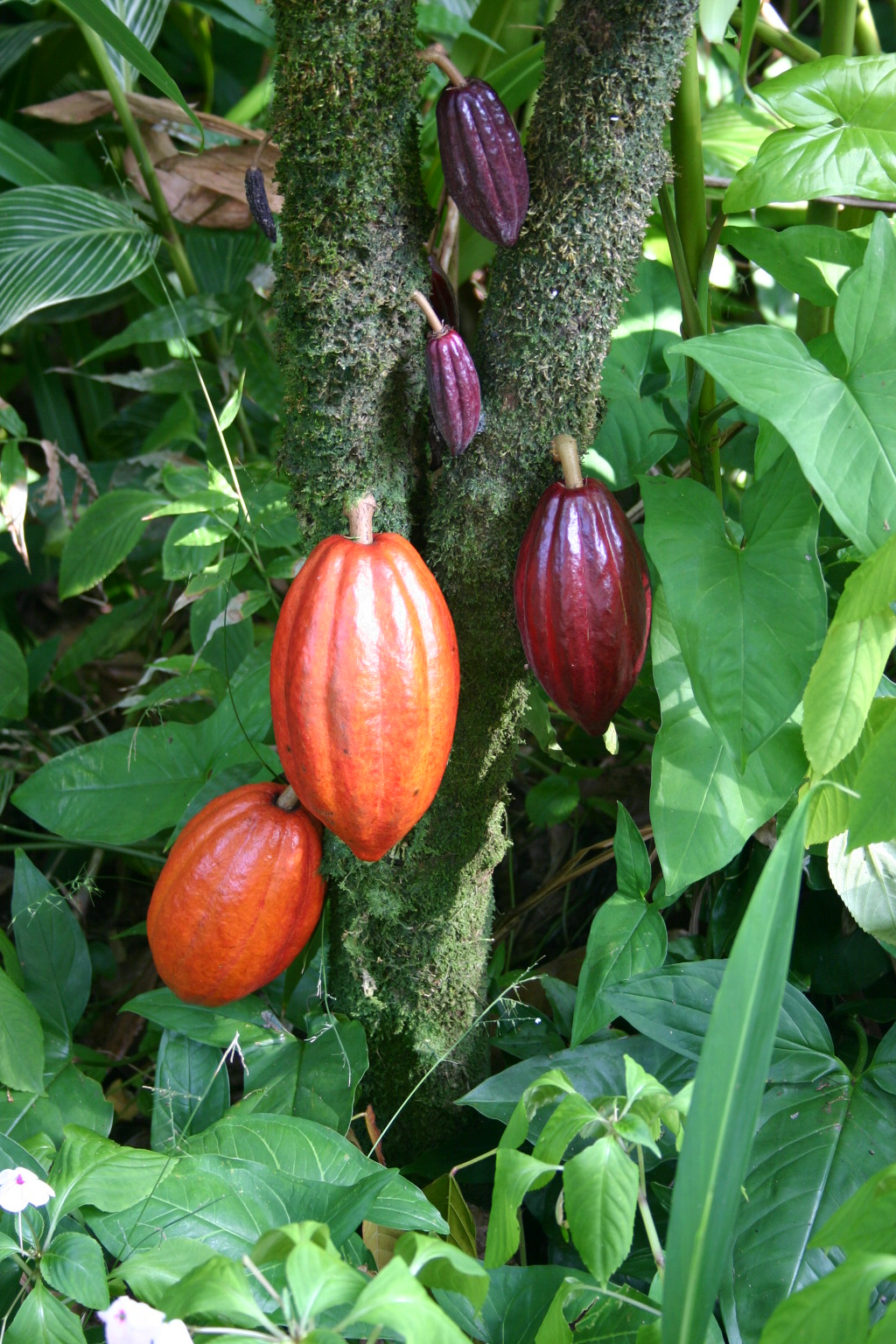
Quả ca cao mọc trên thân cây (súp lơ) với màu sắc vỏ ở các mức độ chín khác nhau.

Theobroma cacao là loài cây ưa bóng mát tầng thấp ở các khu rừng mưa nhiệt đới, sống ở các độ cao khác nhau dọc theo dãy núi Andes và vùng xích đạo của Nam Mỹ, như lưu vực sông Amazon và lưu vực sông Orinoco. Cacao là cây trồng kinh tế của khu vực Tây Phi trồng nhiều tại các vùng thấp đến độ cao thấp, đất tốt và ẩm ướt của vùng nhiệt đới.

## Trồng trọt và sản xuất

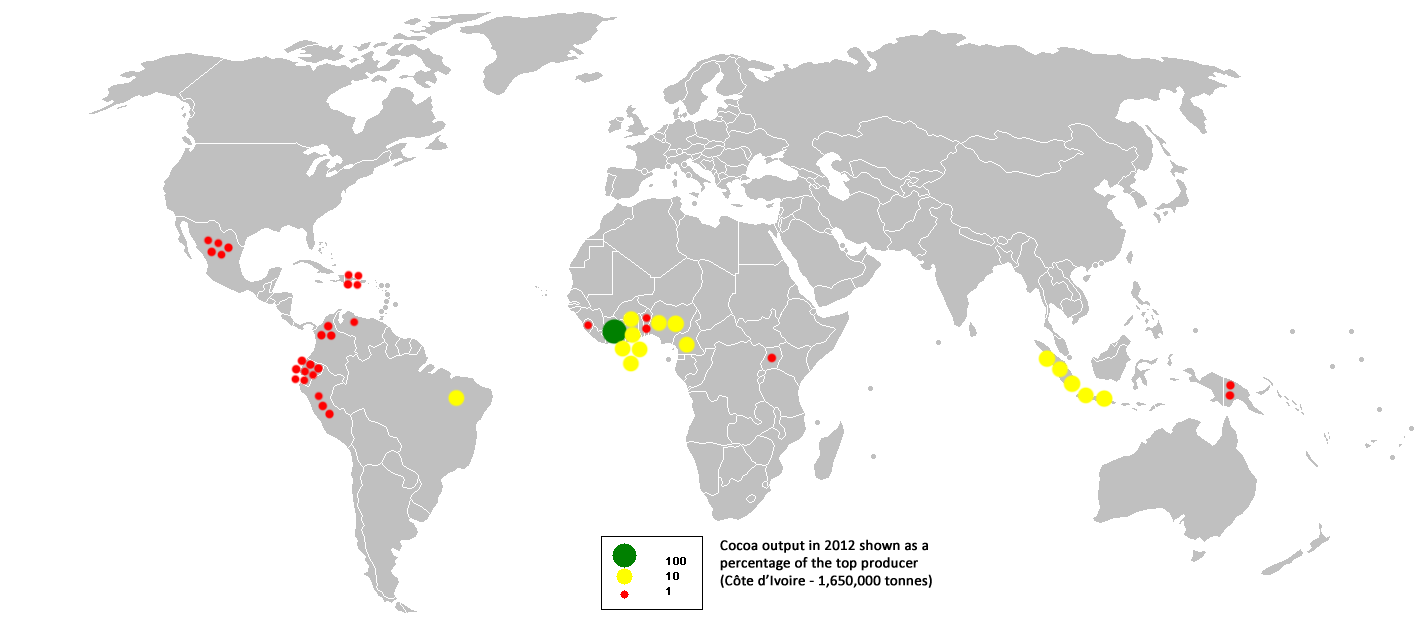
Sản lượng cacao năm 2012

Nông nghiệp trồng trọt ở Bờ Biển Ngà chủ yếu là từ nông dân sản xuất nhỏ với diện tích đất 1-3 ha. Quả cacao chứa hạt được thu hoạch khi chín, chúng được mở ra để tách hạt và quả từ vỏ ngoài, và hạt và quả thường được làm lên men tại nông trại trước khi hạt được sấy khô tại một cơ sở sấy hạt. Hạt khô được thu gom bởi một đại lý hoặc lái buôn đi khắp nơi giữa các làng trong một khu vực, để cân, mua và thu hoạch vụ mùa. Các đại lý mang cacao thu hoạch đến một nhà kho tại một thị trấn hoặc thành phố lớn nơi đó các nhà xuất khẩu lớn mua lại và sắp xếp để xuất khẩu.
Toàn bộ quá trình này đòi hỏi sự đóng góp lao động của nhiều công nhân, từ nông dân canh tác, đến những người lao động làm thuê có thể là thành viên gia đình (trong hầu hết các trường hợp) đến những người trong làng, những người thu hoạch vỏ quả để lên men cùng một lúc, cho đến những người thu mua địa phương, lái buôn trung gian và những nhà xuất khẩu cuối cùng mang chúng lên một con tàu xuất khẩu.
Có khoảng hai triệu trẻ em tham gia vào việc trồng ca cao ở Tây Phi, chủ yếu là Ghana và Bờ Biển Ngà, chế độ nô lệ và buôn bán trẻ em là vấn nạn được quan tâm lớn trong năm 2018. Tuy nhiên, các nỗ lực của quốc tế nhằm cải thiện điều kiện cho trẻ em đã thất bại vì tình trạng nghèo đói dai dẳng, không có trường học, nhu cầu ca cao thế giới ngày càng tăng, trồng ca cao thâm canh hơn và việc tiếp tục khai thác sức lao động trẻ em.

## Lao động trẻ em trong ngành sản xuất ca cao
Bờ Biển Ngà và các quốc gia sản xuất ca cao khác của khu vực Tây Phi đã bị chỉ trích nặng nề ở phương Tây, vì họ sử dụng lao động nô lệ trẻ em để sản xuất ca cao được mua từ các công ty sô cô la của phương Tây. Phần lớn những lời chỉ trích nhằm đến nước Bờ Biển Ngà. Báo cáo "Hương vị nô lệ: Làm thế nào sô cô la của bạn có thể bị nhiễm độc"("A Taste of Slavery: How Your Chocolate May be Tainted") cáo buộc những kẻ buôn người hứa cho công việc, nhà ở và cho trẻ em đi học nhưng sau đó buộc chúng phải lao động và lạm dụng chúng nghiêm trọng, một số trẻ em bị giam giữ để cưỡng bức lao động tại các trang trại và làm việc tới 100 giờ mỗi tuần, và những ai trốn thoát đều bị đánh đập. Một bài báo được đăng tải của BBC nói rằng 15.000 trẻ em từ Mali, một số dưới 11 tuổi, đang làm nô lệ trong ngành sản xuất ca cao ở Bờ Biển Ngà, và giám đốc Quỹ Cứu trợ Trẻ em của Mali mô tả "trẻ nhỏ mang 6 kg bao ca cao nặng đến nỗi trên vai chúng đầy vết thương." Năm 2001 Hiệp hội bánh kẹo Mỹ thừa nhận rằng nô lệ đã được sử dụng để thu hoạch cacao. Năm 2013, báo cáo của Bộ Lao động Hoa Kỳ (DOL) Phát hiện về các hình thức lao động trẻ em tồi tệ nhất tại Côte d'Ivoire (Findings on the Worst Forms of Child Labor) tuyên bố rằng 39,8% trẻ em từ 5 đến 14 tuổi là trẻ em lao động và chúng "đang tham gia vào các hình thức lao động trẻ em tồi tệ nhất trong nông nghiệp, đặc biệt là trong các trang trại ca cao, nhiều trường hợp trong điều kiện lao động cưỡng bức." Vào tháng 12 năm 2014, một danh sách của DOL Danh sách hàng hóa được sản xuất bởi Lao động trẻ em hoặc Lao động cưỡng bức (List of Goods Produced by Child Labor or Forced Labor) đã đề cập đến Bờ Biển Ngà một trong số các quốc gia có các điều kiện làm việc như thế (cả lao động trẻ em và lao động cưỡng bức) đang được chú ý đến.
Một nghiên cứu lớn về những vấn đề năm 2016, được công bố trên Tạp chí Fortune ở Mỹ, đã kết luận có khoảng 2,1 triệu trẻ em ở các quốc gia Tây Phi "vẫn làm công việc nguy hiểm và bị bóc lột nặng nhọc để thu hoạch cacao". Báo cáo đã nghi ngờ về việc tình hình có thể sẽ không được cải thiện.
"Theo ấn bản năm 2015 của Cocoa Barometer, một báo cáo hai năm một lần nhằm kiểm tra tính kinh tế của ngành ca cao được công bố bởi nhóm phi lợi nhuận tầng lớp trung nông trong 2013-2014 thì lao động ở Ghana chỉ kiếm được 84 ¢ mỗi ngày và nông dân ở Bờ Biển Ngà chỉ kiếm được 50. Điều đó xếp thu nhập họ xuống dưới mức tiêu chuẩn 1,90 đô la mỗi ngày của Ngân hàng Thế giới ở mức tình trạng nghèo cùng cực, ngay cả khi có sự tăng giá 13% của ca cao vào năm 2014. Trong bối cảnh đó, thách thức lớn nhằm xóa bỏ lao động trẻ em và cam kết của các công ty sô cô la trong việc mở rộng đầu tư vào cộng đồng các nước ca cao là khó có thể thực hiện....
"Kịch bản là trong trường hợp tốt nhất, chúng tôi chỉ thực hiện được 10% những gì cần thiết. Và 90% khác sẽ không dễ dàng. Đó là một vấn đề khổng lồ" -  Sona Ebai cho biết (cựu tổng thư ký của Liên minh các nước sản xuất ca cao). "Tôi nghĩ rằng lao động trẻ em không thể chỉ là trách nhiệm của riêng ngành công nghiệp phải làm. Tôi nghĩ đó là trách nhiệm của tất cả: chính phủ, xã hội dân sự, khu vực tư nhân. Và vì vậy, bạn thực sự cần một người lãnh đạo."
Vào tháng 4 năm 2018, báo cáo của Cocoa Barometer về ngành công nghiệp trị giá 100 tỷ đô la này, cho biết tình hình lao động trẻ em ở Tây Phi: "Không một công ty hay chính phủ nào đạt được mục tiêu toàn ngành trong việc loại bỏ lao động trẻ em, thậm chí không thực thi cam kết của họ về việc giảm 70% lao động trẻ em vào năm 2020". Một báo cáo của New Food Economy cuối năm đó cho biết Hệ thống giám sát và khắc phục lao động trẻ em tạo bởi Sáng kiến ca cao quốc tế (International Cocoa Initiative) và các đối tác của họ thực hiện rất hiệu quả, nhưng "họ hiện đang đạt ít hơn 20% trong số hơn hai triệu trẻ em bị ảnh hưởng bởi tình trạng bóc lột".